# کلیسای تمام مقدسین، اودیهام
کلیسای تمام مقدسین، اودیهام یک کلیسای انگلیسی در روستای اودیهام، همپشایر است که در نزدیکی خیابان اودیهام، ۱۰ مایل (۱۵/۲ کیلومتر). دورتر از بیزینگ‌استوک واقع شده‌است. این کلیسا میراث انگلیسی است و به عنوان بنای فهرست‌شده محسوب می‌شود.

## تاریخچه و معماری
در قرن یازدهم یک کلیسا در این مکان وجود داشت، که در کتاب روز رستاخیز ثبت شده‌است. قدیمی‌ترین قسمت‌های قابل رویت کلیسای کنونی طاقچه و پایه برج آن است که مربوط به اوایل قرن سیزدهم می‌باشد. بین طاق و برج، شبستان در دو مرحله تغییر یافته و به راهروهای فرعی کشیده شده و قسمت‌های بالایی برج در قرن هفدهم به‌طور کامل مورد بازسازی قرار گرفته‌است.
کلیسای فعلی دارای یک شبستان با راهروهای شیروانی با ارتفاع یکسان است که به سمت برج غربی امتداد یافته‌است. طاقچه به سمت شرق پیش می‌رود و با کلیساهای شیروانی احاطه شده‌است. دیوارها از سنگ چخماق با مقداری قلوه سنگ است که قسمت‌های بعدی از جمله بالای برج آجری قرمز رنگ است. سقف آن کاشی است.